# شينغو كوكيتا
شينغو كوكيتا (باليابانية: 久木田 紳吾) (24 سبتمبر 1988 في كوماموتو في اليابان – )؛ هو لاعب كرة قدم ياباني سابق كان يلعب كمدافع.

## وصلات خارجية
- شينغو كوكيتا على موقع رابطة كرة القدم اليابانية للمحترفين (اليابانية)
- شينغو كوكيتا على موقع قاعدة بيانات كرة القدم.إي يو (الإنجليزية)
- شينغو كوكيتا على موقع Soccerway.com (الإنجليزية)
- شينغو كوكيتا على موقع عالم كرة القدم.نت (الإنجليزية)